# Narthecura neotropica
Narthecura neotropica är en stekelart som först beskrevs av Heinrich 1930.  Narthecura neotropica ingår i släktet Narthecura och familjen brokparasitsteklar. Inga underarter finns listade i Catalogue of Life.